# Stolen Base

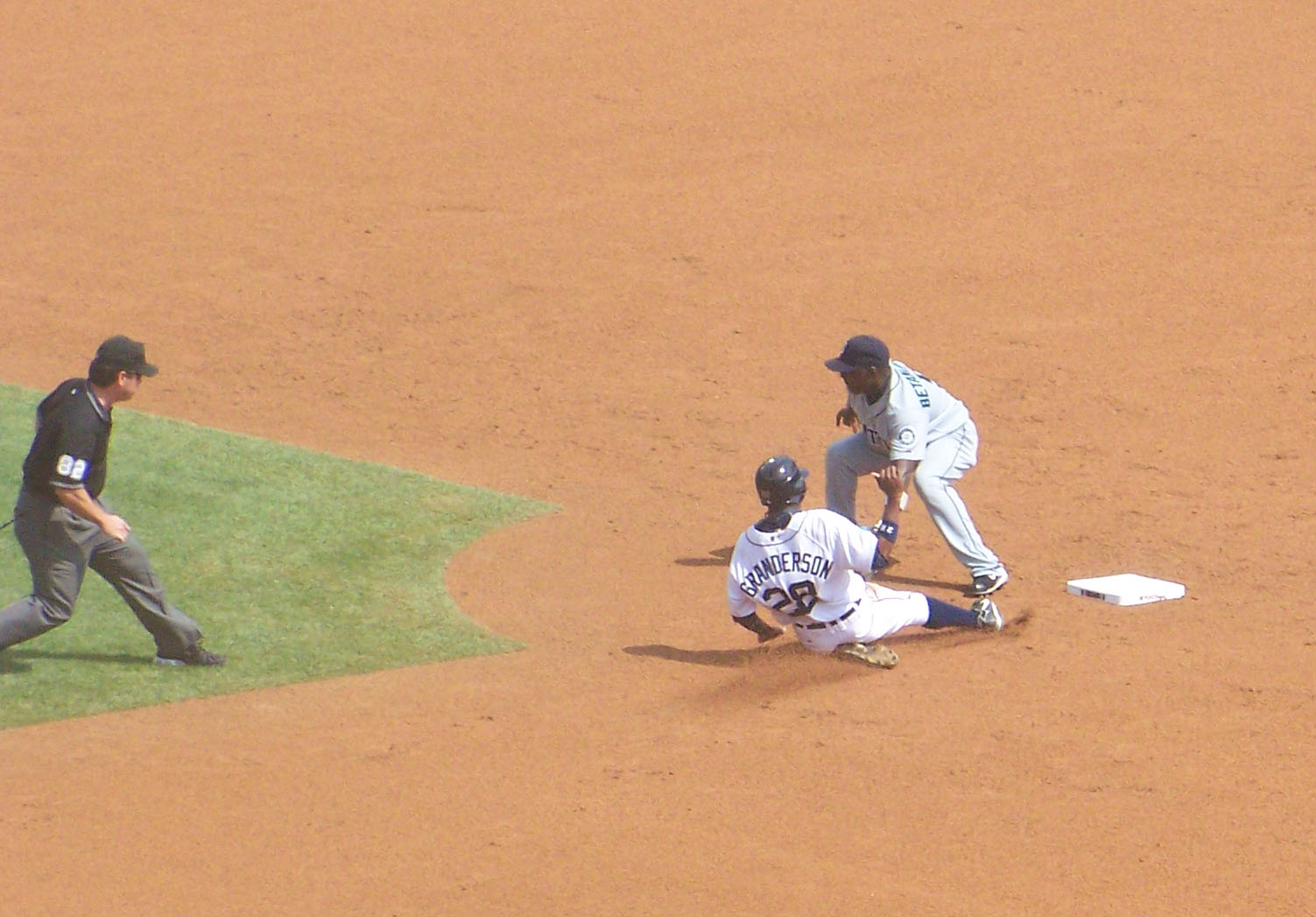
Curtis Granderson bei seinem 20. Stolen Base in der MLB-Saison 2007

Die Stolen Base (zu deutsch "erobertes Mal") ist ein Fachbegriff aus dem Baseball und ist Folge eines Steals. In der Baseballstatistik taucht es als SB auf.
Als Stolen Base wird der Spielzug eines Baserunners bezeichnet, bei dem dieser während des Pitches vorwärts zur nächsten Base rennt und dieses erreicht, ohne „Aus“ gemacht zu werden. Ein Runner darf jederzeit versuchen, die nächste Base zu erreichen, wenn der Ball im Spiel und freigegeben ist (Live-Ball-Situation). Dies geschieht auf eigenes Risiko und mit der Gefahr, durch einen Spieler der Defense „Aus“  getaggt zu werden. Der offizielle Scorer entscheidet, ob ein Runner eine Base „gestohlen“ hat oder er auf Grund eines anderen Umstandes vorgerückt ist (diese Unterscheidung ist jedoch nur für die Statistik relevant). Ohne einen Versuch der Defensivmannschaft, den Steal zu verhindern, wird kein Stolen Base gewertet. Kann der Versuch des Runners vereitelt werden und wird er dabei „Aus“ gemacht, so ist dies ein Caught Stealing und geht als solches in die Statistik ein. Ein erfolgloser Versuch ohne negative Folgen (wenn der Runner also die nächste Base nicht erreicht, aber zu seiner Ausgangsbase zurückkehrt und dort safe ist) findet keine Aufnahme in die statistische Erfassung.
Am häufigsten wird der Versuch zur Stolen Base zwischen der ersten und zweiten Base unternommen, da die zweite Base vom Catcher, der meistens der Spieler ist, der den Ball zum Stoppen des Versuchs dort hinwerfen muss, am weitesten entfernt ist; diese Versuche sind relativ häufig erfolgreich. Seltener gelingt ein Steal zwischen der zweiten und dritten Base, da die dritte Base dem Catcher schon relativ nahe ist. Sehr selten und deshalb besonders spektakulär sind Home Steals, also Stolen Bases zwischen dritter Base und Homeplate, die gleichzeitig einen Punktgewinn bedeuten. Diese gelingen fast nur, wenn der Verteidigung ein grober Fehler unterläuft, etwa bei Koordinationsproblemen zwischen den Spielern oder wenn ein Wurf nicht gefangen wird.
Ein Stehlen der ersten Base gibt es nicht, da der Schlagmann nicht loslaufen darf, bis er den Ball erfolgreich ins Feld geschlagen hat. Die einzige Ausnahme ist die Situation, dass ein Pitch, der eigentlich der dritte Strike gewesen wäre und somit das Aus für den Schlagmann bedeutet hätte, vom Catcher nicht gefangen wird oder ihm außer Kontrolle gerät. Bei einem solchen Uncaught Third Strike darf der Schlagmann unter gewissen Umständen trotzdem loslaufen und ist, bei Erreichen der ersten Base vor dem Ball, dort safe. Allerdings kommt dies in Profispielen extrem selten vor und wird auch nicht als Stolen Base gezählt.
Um erfolgreich eine Base auf diese Art zu erobern, muss ein Spieler über eine hohe Sprintschnelligkeit, gutes Reaktionsvermögen und ein sicheres Auge für die Situation verfügen. Die Beurteilung, ob ein Spieler ein guter Base Stealer ist, richtet sich weniger nach der Anzahl der Stolen Bases, als vielmehr nach dem Verhältnis zwischen Caught Stealings und Stolen Bases. Mindestens zwei Drittel der Versuche sollten erfolgreich sein, damit ein Spieler als wertvoll in dieser Kategorie angesehen wird.

## Bedeutung im Spiel
Für den Spielverlauf ist eine Stolen Base oft von großer Bedeutung, da es den Runner mindestens in die sogenannte „Scoring position“ bringt. Man bezeichnet einen Runner auf der zweiten oder dritten Base als „in Scoring position“, da von dort aus in vielen Fällen schon durch einen einfachen Schlag (Single) ein Punkt (Run) erzielt werden kann. Das Laufen vom Schlag zur ersten Base dauert nämlich etwas länger als das Laufen von einer Base zur nächsten, weil man am Schlag keinen Lead (Abstand von der Base, um schneller zur nächsten Base zu gelangen) nehmen kann und das Umstellen der Körperhaltung von Schlagen auf Laufen sowie das Fallenlassen des Schlägers den Ablauf weiter verzögern. Wenn der Ball daher so lange außer Kontrolle der Feldmannschaft bleibt, dass der Batter die erste Base sicher erreicht, dann reicht diese Zeit für einen bereits auf einer Base befindlichen Läufer nicht selten aus, um zwei Bases sicher abzulaufen. Dazu kommt, dass die Wurfstrecke des Balls zur Home Plate nach einem geschlagenen Ball meist weiter ist und der Wurf dorthin daher länger dauert als ein Wurf zur ersten Base. So entsteht ein weiterer Zeitvorteil für den Läufer.

## Taktik und Ausführung
Es werden verschiedene Aktionen unterschieden, die zu einer Stolen Base führen, vor allem nach ihrem Timing, aber auch nach der Situation, in der sie angewendet werden.

### Regular Steal
Beim Regular Steal läuft der Runner in dem Moment zur nächsten Base los, in dem der Pitcher seine Pitchbewegung so weit vorbereitet hat, dass er auf jeden Fall den Pitch ausführen muss und ihn nicht mehr abbrechen kann, ohne einen Balk zu begehen.

### Early Steal
Der Early Steal ist ein im Vergleich zum Regular Steal früh begonnener Versuch zu einer Stolen Base und wird manchmal in einer Situation angewendet, bei der je ein Runner auf der ersten und der dritten Base steht, und man die Verteidiger dazu bringen möchte, den Ball zum ersten oder zweiten Base zu werfen, damit in der Zwischenzeit der Runner von der dritten Base die Homeplate erreicht und einen Run erzielen kann. Das Risiko, dabei mit einem Tag „Aus“ gemacht zu werden, ist höher als beim Regular Steal, aber gleichzeitig wird die Defense eher zu Fehlern verleitet.

Beim Softball ist ein Early Steal ein zu frühes Lösen vom Base. Hier gilt die Regel, dass ein Baserunner erst die Base verlassen darf, wenn der Ball die Hand des Pitchers verlassen hat. Beim Softball wird der Early Steal mit dem „Aus“ des Baserunners geahndet.

### Delayed Steal
Der Delayed Steal ist eine Taktik, die mit einem Täuschungsmanöver zu einer Stolen Base führt. Hierbei verhält sich ein Runner so, als unternehme er keinen ernsthaften Versuch zum Steal, rennt dann aber doch noch zur nächsten Base. Durch die Täuschung wird einerseits die Aufmerksamkeit der Infielder vermindert, aber auch der Catcher bereitet sich nicht auf einen Wurf zum Second Base vor. Außerdem werden die Infielder dazu verleitet, die Second Base nicht zu decken (Cover the base) und ein möglicher Wurf des Catchers findet so kein Ziel. Diese Art, eine Stolen Base zu erzielen, ist auch für weniger sprintstarke Läufer durchführbar.

### Double Steal
Beim Double Steal versuchen zwei Runner gleichzeitig oder mit kurzer zeitlicher Verzögerung im selben Spielzug, jeweils eine Stolen Base zu erzielen. Der Zweck kann sein, eine Force-Play-Situation aufzulösen oder auch direkt einen Run zu erzielen. Startet einer der beiden Runner seinen Sprint zur nächsten Base etwas verzögert, wird dies als Delayed Double Steal bezeichnet.

### Hit and Run
Hierbei wird durch ein verstecktes Zeichen (Sign) der Batter angewiesen, auf jeden Fall auf den folgenden Pitch zu schlagen, wenn dieser nur irgendwie schlagbar ist. Durch das frühe Loslaufen des Runners kann dieser auf den Schlag statt nur einer oft zwei Bases weiterrücken. Misslingt der Schlag, wird der Spielzug zum Regular Steal, kann aber auch zum Double Play führen, sofern der geschlagene Ball aus der Luft gefangen wird. Das gelungene Hit and Run wird zwar nicht als Stolen Base gewertet, gehört aber nach seiner Ausführung zu den Steals.